# Cheongju
Cheongju (청주 (淸州) est une très ancienne ville de Corée du Sud, située dans la province de Chungcheongbuk-do (Chungcheong du Nord) (충청북도 ; 忠清北道). Sa population est de 850 938 habitants en 2019.
Cheongju est  verte et en plein développement. Sa position géographique lui confère un attrait particulier puisqu’elle est située à 128 km au sud-est de Séoul et à 35 km au nord de Daejeon.

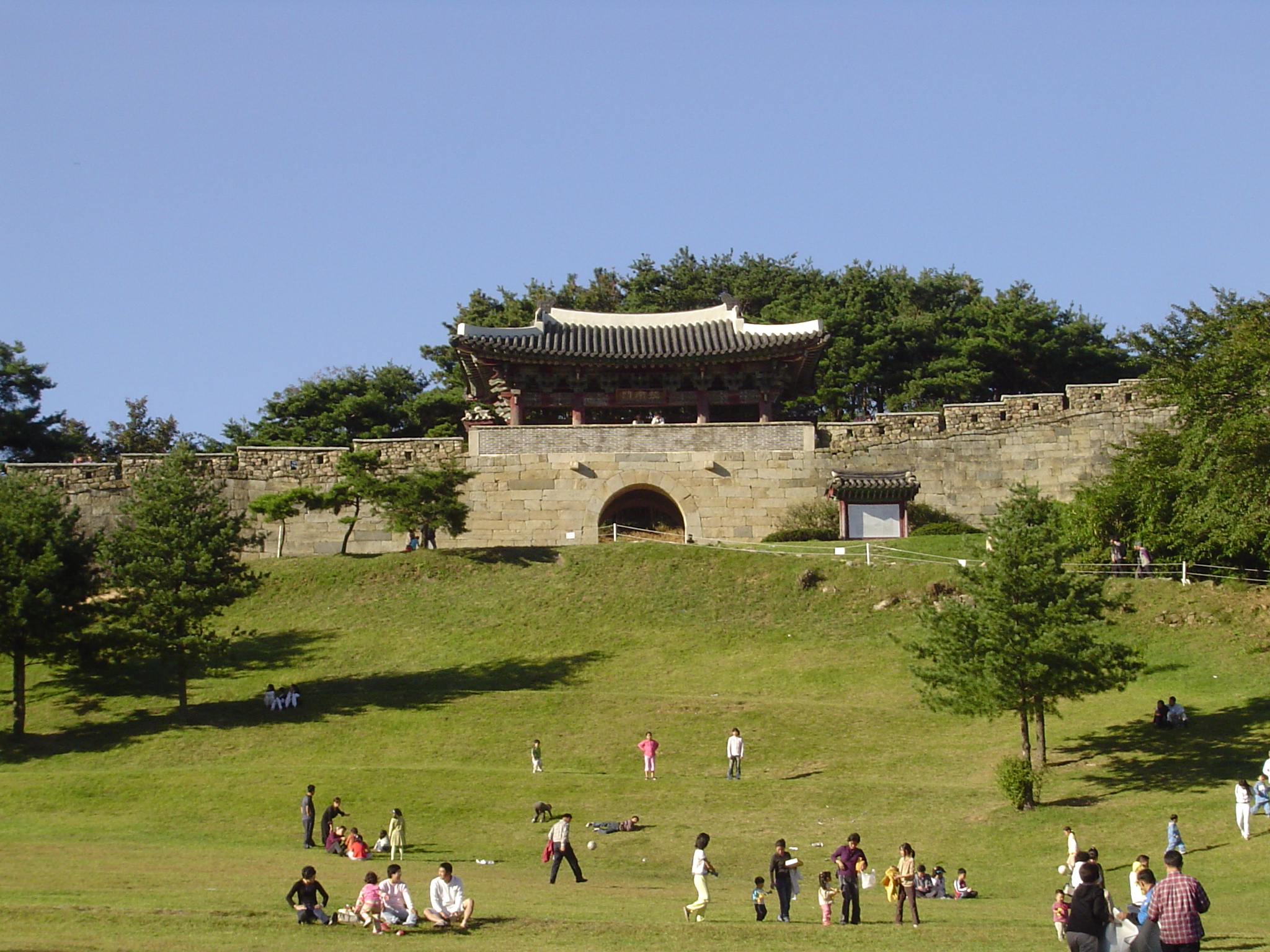
Une vue de face de la forteresse de Sangdang

## Histoire
L'histoire de Cheongju remonte à la période des Trois royaumes. La ville, fondée pendant la période du Royaume unifié de Silla, vers le VIIe siècle, fut une importante place militaire au début de la période Chosŏn (XVe et XVIe siècles).
Ville des nobles, Cheongju abrite encore l'âme des gentilshommes.  C'est aussi une ville d'éducation et de culture. Cheongju, qui signifie la ville ancienne[réf. nécessaire], est appelée ainsi car elle a un riche passé plus que millénaire et un héritage patrimonial diversifié. 
Pendant la dynastie Goryeo, Cheongju a vu naître le Jikji, recueil des principes du bouddhisme Zen, le plus ancien livre au monde qui soit imprimé à l’aide de caractères métalliques mobiles. Il a été réalisé en 1377 en deux volumes dont le premier a été perdu et dont un exemplaire du second est conservé à la Bibliothèque nationale de France qui en est le propriétaire légal.

## Climat
| Mois                                  | jan.       | fév.       | mars       | avril     | mai       | juin      | jui.      | août      | sep.      | oct.      | nov.      | déc.       | année      |
| ------------------------------------- | ---------- | ---------- | ---------- | --------- | --------- | --------- | --------- | --------- | --------- | --------- | --------- | ---------- | ---------- |
| Température minimale moyenne (°C)     | −6,9       | −4,6       | 0,2        | 6,1       | 12,3      | 17,6      | 21,8      | 22        | 16,2      | 8,5       | 1,7       | −4,3       | 7,6        |
| Température moyenne (°C)              | −2,4       | 0,3        | 5,7        | 12,6      | 18,1      | 22,5      | 25,4      | 25,8      | 20,7      | 14        | 6,7       | 0,3        | 12,5       |
| Température maximale moyenne (°C)     | 2,9        | 6          | 11,9       | 19,5      | 24,4      | 27,9      | 29,8      | 30,5      | 26,3      | 20,7      | 12,7      | 5,6        | 18,2       |
| Record de froid (°C) date du record   | −24,1 1967 | −26,4 1969 | −12,5 1977 | −4,8 1991 | 2,8 1981  | 7,9 1978  | 12,3 1986 | 12,7 1979 | 3,7 1987  | −4,3 1982 | −11 1970  | −20,6 1973 | −26,4 1969 |
| Record de chaleur (°C) date du record | 15,6 2002  | 22,1 2021  | 25,9 2014  | 31,3 2005 | 34,5 2014 | 35,1 1994 | 37,8 2018 | 39,1 2018 | 34,3 2010 | 29,1 1987 | 25,1 2011 | 18,3 2004  | 39,1 2018  |
| Ensoleillement (h)                    | 164        | 171,1      | 200,2      | 222,7     | 234,1     | 195,5     | 153,1     | 178,3     | 177,5     | 200       | 158,2     | 158        | 2 212,6    |
| Précipitations (mm)                   | 25,5       | 29,4       | 48,2       | 66,6      | 88,3      | 144,1     | 282,7     | 285,1     | 147,1     | 50,1      | 46,7      | 25,3       | 1 239,1    |
| Nombre de jours avec précipitations   | 8          | 7,8        | 8,8        | 7,9       | 8,5       | 9,6       | 15,9      | 14,1      | 9,1       | 6,5       | 8,6       | 9,1        | 113,1      |
| Humidité relative (%)                 | 67,2       | 63,3       | 60,3       | 56,6      | 61,5      | 68        | 76,4      | 76,1      | 74,2      | 70,4      | 69,1      | 69,1       | 67,7       |
| Nombre de jours avec neige            | 9,6        | 5,6        | 3,1        | 0,1       | 0         | 0         | 0         | 0         | 0         | 0,1       | 2,1       | 7,7        | 28,3       |

| Diagramme climatique                                  |           |             |             |              |               |               |             |               |             |             |             |
| J                                                     | F         | M           | A           | M            | J             | J             | A           | S             | O           | N           | D           |
| 2,9−6,925,5                                           | 6−4,629,4 | 11,90,248,2 | 19,56,166,6 | 24,412,388,3 | 27,917,6144,1 | 29,821,8282,7 | 30,522285,1 | 26,316,2147,1 | 20,78,550,1 | 12,71,746,7 | 5,6−4,325,3 |
| Moyennes : • Temp. maxi et mini °C • Précipitation mm |           |             |             |              |               |               |             |               |             |             |             |

## Culture

### Jumelages
- Changzhou (Chine)
- Kōfu (Japon)
- Pittsfield (États-Unis)
- Tottori (Japon)
- Wuhan (Chine)

## Monuments
- Yongdusaji / Cheuldangkan : le seul monument de cette région considéré comme un trésor national. Cheuldangkan est constitué de deux supports en granit et de vingt baquets de fer. D'une hauteur de six à sept étages, il sert de repère pour les visiteurs qui arrivent à Cheongju.

- Musée national de Cheongju. Situé à l'est de la montagne Wu-Am, ce musée a été inauguré le 30 octobre 1987. Il est installé dans un bâtiment dessiné par le grand architecte coréen Swoogeun Kim. Sa mission est de préserver et d'étudier l'héritage culturel de la région de Chungcheongbuk-do depuis l'époque préhistorique jusqu'à la dynastie Chosŏn.

## Administration
Le gouvernement de Corée du Sud transfère actuellement ses institutions vers une seconde capitale, à 160 kilomètres au sud de Séoul, l'actuelle capitale. Le site de la nouvelle capitale, Sejong, couvre une superficie de quelque 71 km2. Il est situé dans la province de Chungcheong du Sud, près des villes de Daejeon et Cheongju. Sa construction a débuté en 2007. La première phase de l'installation des ministères (Défense, Finances, Éducation, Affaires étrangères, relations avec la Corée du Nord…) et des autres agences gouvernementales a lieu fin 2013.

## Personnalités
- Jeon Ki-young (1973-), champion olympique de judo.
- Moonbin (1998-2023), chanteur sud-coréen.